# Мартыново (Торжокский район)
Марты́ново — деревня в Торжокском районе Тверской области. Относится к Мошковскому сельскому поселению. До 2006 года входила в состав Булатниковского сельского округа.
Находится в 25 км к югу от города Торжка, на автодороге «Мошки—Булатниково—Переслегино». К западу от деревни проходит железная дорога «Торжок — Ржев».
Единственная улица идёт с запада на восток более 1 км вдоль правого (южного) берега реки Рачайна.
Ближайшие населённые пункты: Булатниково (через проезд под железной дорогой) и Упирвичи (в 2 км на восток).

## История
В 1859 году во владельческой деревне Мартыново 36 дворов, 384 жителей.
В конце XIX-начале XX века деревня Мартыново относилась к Упирвицкому приходу Мошковской волости Новоторжского уезда Тверской губернии. В 1884 году в деревне 87 дворов, 503 жителя.
По переписи 1920 г. население деревни — 653 жителя.

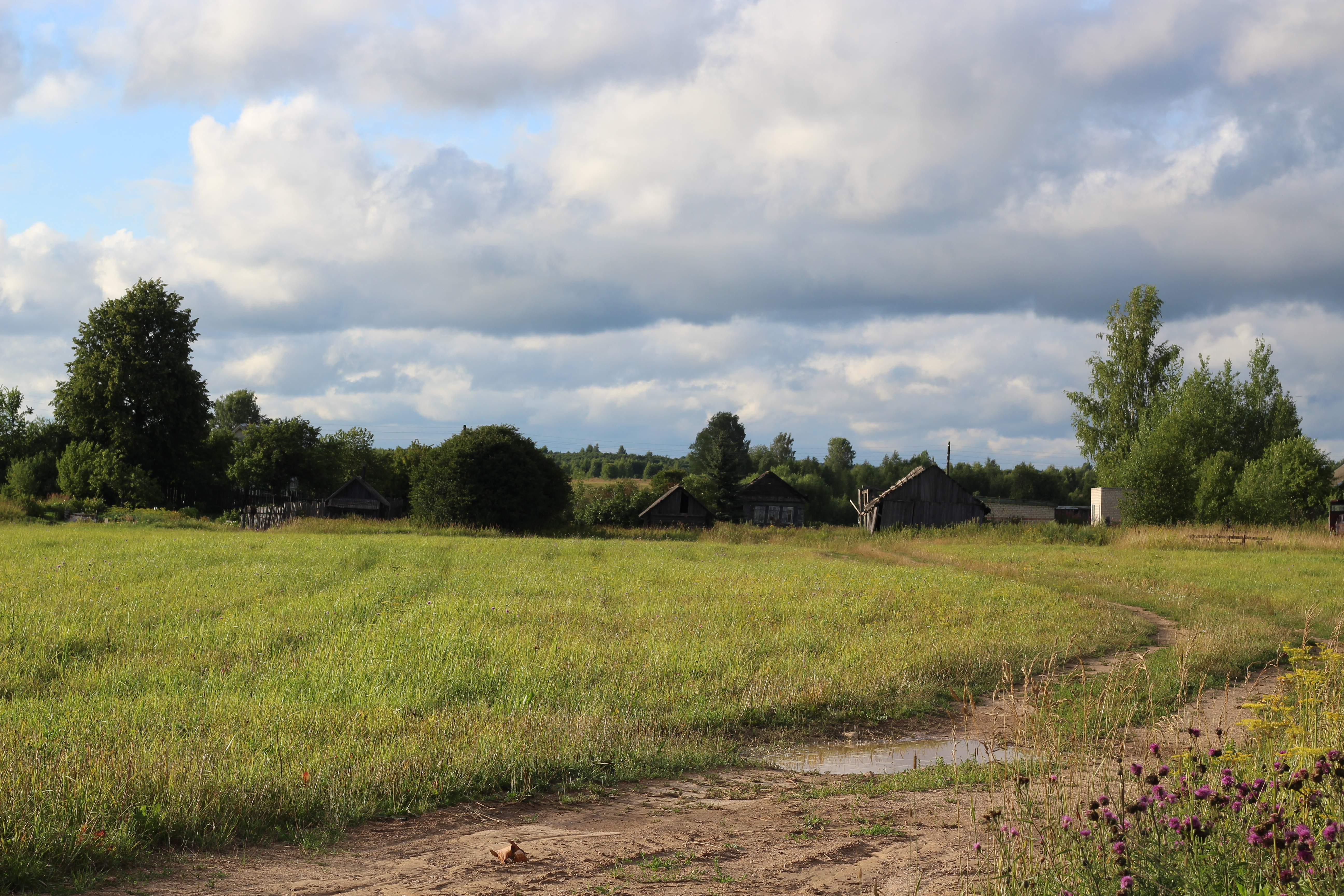
Поворот на деревню Мартыново с просёлочной дороги

В 1997 году — 52 хозяйств, 150 жителей. Отделение колхоза им. Ф. Э. Дзержинского.

## Население
| 2010 |
| ---- |
| 147  |

Население по переписи 2002 года — 136 человек.